# Literalität
Der Begriff Literalität (von lateinisch littera „Buchstabe“) ist verwandt mit dem englischen literacy (übersetzt als „Lese- und Schreibfähigkeit“ oder „Bildung“) und wird als Fremdwort auch in der deutschen Sprache mit dieser Bedeutung verwendet. Der Begriff ist eng verwandt mit dem Konzept der Alphabetisierung (Lesefähigkeit). Das Gegenstück, die illiteracy, wird aus dem Englischen entweder mit „Analphabetismus“ oder „ohne Bildung“ übersetzt. Das Fehlen einer, in einer Kultur verankerten, Lese- bzw. Schreibfähigkeit wird im deutschen Sprachraum als Illiteralität bezeichnet. »Menschen mit geringer Literalität« können einen kleinen zusammenhängenden Text, zum Beispiel eine Gebrauchsanweisung, nicht verstehen, geschweige denn ihn schriftlich wiedergeben, europaweit wohl zwischen 12 und 15 Prozent der Erwachsenen.
In der internationalen Kompetenzforschung bezeichnet Literacy gemäß einer Definition der OECD die Lese- und Schreibkompetenz, d. h. die Fähigkeit, gedruckte und schriftliche Materialien in unterschiedlichen Zusammenhängen zu erkennen, zu verstehen, zu interpretieren, zu erstellen, zu kommunizieren und zu berechnen. Gemäß der OECD-Definition umfasst Lese- und Schreibkompetenz ein ganzes Spektrum von Lernprozessen, die den Einzelnen in die Lage versetzen, seine Ziele zu erreichen, sein Wissen und sein Potenzial zu entwickeln und uneingeschränkt an seiner Gemeinschaft und der Gesellschaft im weiteren Sinne teilzuhaben. Literacy wird als Kompetenz verstanden, die zwar primär im Kindes- und Jugendalter in der Schule erworben wird, sich jedoch über die gesamte Lebensspanne entwickeln kann.
In der Fachsprache der Mediengenealogie bezeichnet Literalität ein Entwicklungsstadium der Schriftlichkeit, das gekennzeichnet ist durch eine literale Manuskript- und Inschriften-Kultur, also die handschriftliche Speicherung und Weitergabe von kulturellen Inhalten in textlich fixierter Form (Literatur, Liturgie, Rechtsdokumente, Geschichtsschreibung etc.). Allerdings wird im Zuge der Beschäftigung mit mündlicher Literatur auch allgemeiner die Literaturkompetenz darunter gefasst.
Den terminologischen Gegensatz und den mediengenealogischen Vorläufer bildet die Oralität (Mündlichkeit), den Anschluss das Typographeum bzw. die Gutenberg-Galaxis. Die Epoche der Literalität dauerte bis einschließlich des mittelalterlichen Skriptographeums an.
Marshall McLuhan nennt die Literalität auch literale Manuskript- und Inschriftenkultur, sie bedeutete die handschriftliche Speicherung und somit die wortwörtliche Weitergabe von kulturellen Inhalten in textlich fixierter Form. Schreiben, Schrift und Rechnen bilden die Grundlage von Tradition, Kultur und Bildung. Die Literalität bedeutete noch keinen harten Bruch der gesprochenen Rede, da Manuskripte laut vorgelesen wurden, allerdings bedeutete die Literalität eine steigende Dominanz optischer Reize, die eher als andere Sinneswahrnehmungen eine Grundlage für das Erkennen von Regeln und Gesetzmäßigkeiten liefern, was einen Vorschub leistete für kausale Zusammenhänge und mathematisches Denken. Die literale Manuskriptkultur war von Skriptorien gekennzeichnet, wodurch die Informationssammlung sehr zentralistisch war, da sie gebunden war an Bibliotheken und Klöster.
Untersuchungen zur Literalität stammen u. a. von Milman Parry, Eric A. Havelock, Jan Assmann und Walter Jackson Ong sowie Jack Goody und Ian Watt.

## Theorie einer literalen Gesellschaft

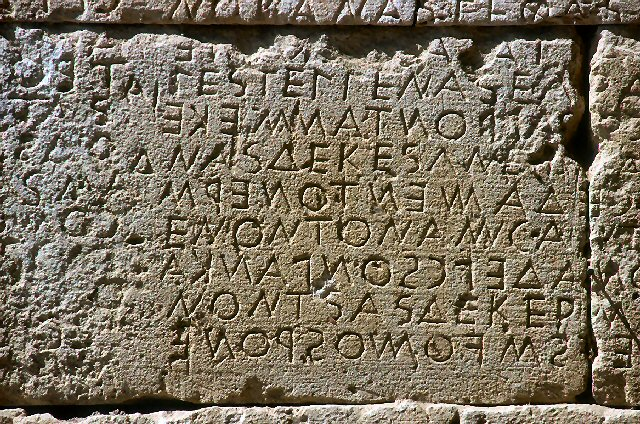
Inschrifttafel mit dem Stadtrecht von Gortys

Nach dem Ethnologen Jack Goody hatte die Erfindung der Schrift eine bisher nicht gekannte Auswirkung auf den menschlichen Geist; er spricht in The Domestication of the Savage Mind (1977), wo er die Auswirkungen der grafischen Repräsentation von Sprache auf kognitive Prozesse untersucht, von einer schriftinduzierten „Domestizierung des Geistes“:

„Die Niederschrift einiger der wesentlichen Elemente der kulturellen Tradition in Griechenland machte zwei Dinge bewusst: den Unterschied von Vergangenheit und Gegenwart und die inneren Widersprüche in dem Bild des Lebens, das dem Individuum durch die kulturelle Tradition, soweit sie schriftlich aufgezeichnet war, vermittelt wurde. Wir dürfen annehmen, dass diese beiden Wirkungen der allgemein verbreiteten alphabetischen Schrift angedauert und sich – vor allem seit der Erfindung der Buchdruckerkunst – vielfach verstärkt haben.“

Havelock weist dagegen bereits in Preface to Plato (1963) und vor allem in Origins of Western Literacy (1976) sowie in The Literate Revolution in Greece and its Cultural Consequences (1982) darauf hin, dass nicht die Schrift an sich den entscheidenden Entwicklungsschritt darstellt, sondern vielmehr das Alphabet bzw. die Alphabetisierung der Schrift; dies führt ihn dann zu seiner These von der „Geburt der Philosophie aus dem Geiste der Schrift“. Das wesentliche Charakteristikum der griechischen Alphabetschrift stellt nach Havelock deren Abstraktheit dar: Sie sei als einzige in der Lage, mündliche Rede unverkürzt, vollständig und fließend wiederzugeben.
Nach Goody und Watt war daher Griechenland „die erste Gesellschaft, die man als ganze mit Recht als literal bezeichnen kann“.
Diese moderne Wertschätzung der Leistungen der griechischen Alphabetschrift mag überraschen, da die gesellschaftliche Bewertung der Schrift und des Schreibens in der griechischen Antike alles andere als positiv war: Platons Verdikte im Phaidros und im Siebten Brief sind ebenso vernichtend wie die des Aristoteles; man betrachtete die Schrift gegenüber der Sprache als etwas Äußerliches und damit von Wahrheit und Tugend noch weiter entferntes als die Sprache. Dennoch ermöglichte die griechische Schriftkultur beispielsweise in der Zeit um 500 v. Chr. bis 450 v. Chr. in Gortyn das älteste Stadtrecht Europas.

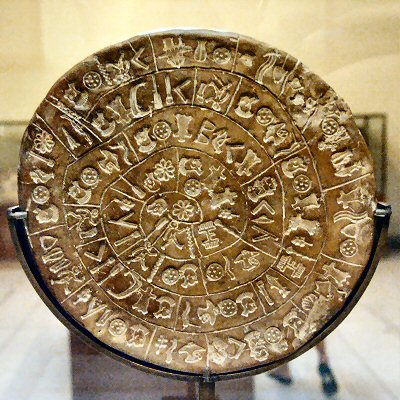
Diskos von Phaistós, Seite A (Original)

Umstritten ist dagegen die Einschätzung des bisher nicht entzifferten Diskos von Phaistós aus der kretominoischen Kultur, der auf das 17. Jahrhundert v. Chr. datiert wird, also aus einer Epoche stammt, die fast ein Jahrtausend vor der Entwicklung der griechischen Schrift liegt.
In Die Logik der Schrift und die Organisation von Gesellschaft untersucht Jack Goody die „langfristigen Wirkungen der Schrift auf die Organisation von Gesellschaft“:

„Die Vergangenheit des Vergangenen hängt also von einem historischen Empfindungsvermögen ab, das sich ohne dauerhafte schriftliche Aufzeichnungen kaum zu entwickeln vermag. Eine Schrift aber bewirkt ihrerseits Veränderungen in der Überlieferung anderer Elemente des kulturellen Erbes. Das Ausmaß dieser Veränderungen hängt von der Natur und der sozialen Verbreitung der Schrift ab, das heißt, von der Leistungsfähigkeit der Schrift als Verständigungsmittel und von den sozialen Beschränkungen, denen sie unterliegt, also dem Grad, in welchem der Gebrauch der Schrift in der Gesellschaft verbreitet ist.“

## Geschichte der Schriftlichkeit

### Das Mittelalter
Das christliche Mittelalter war eine mündlich geprägte Welt. Die Schrift wurde als eine Fortführung der Sprache verstanden, deshalb konnte Literalität nicht ohne Oralität existieren.

#### Die Schrift
Obwohl das mittelalterliche Abendland vorwiegend eine orale Welt war, sind die erhaltenen Quellen – mit denen Mediävisten heute arbeiten – schriftlicher Natur. Die teils kopierten, teils originalen Schriftstücke stammen in den meisten Fällen aus der Schicht des Klerus, also nur von einem kleinen und exklusiven Teil der mittelalterlichen Gesellschaft. Die Schrift galt aus der Sicht des Klerus bald als etwas Privilegiertes und war ein Machtinstrument kirchlicher Politik. Die Mönche betrachteten ihre Schrift- und Kopierarbeiten als Gottesdienst und deshalb sollte die Schriftkompetenz auch nur ihnen zustehen. Erst im Spätmittelalter veränderte sich diese einseitige Entwicklung: Die Schrift wurde pragmatisch und zum Alltagsgut. Im 13. Jahrhundert wurde die Technik der Schrift beispielsweise genutzt, um ein einheitliches rechtliches System aufzuzeichnen. Das Gewohnheitsrecht eines bestimmten Gebietes wurde dabei in volkstümlicher Sprache aufgezeichnet. Eike von Repgow verfasste den Sachsenspiegel, eine der bekannteren frühen mittelalterlichen Rechtsschriften.
Die vorherrschende Schriftsprache des Mittelalters war Latein. Erst im Spätmittelalter wurde die „lebende Sprache“ schrift- und buchfähig. Laien wurden lesefähig und lesewillig und schrieben selbst in ihrer Muttersprache, auch wenn Kaufmannsbücher, Handelsakten, Urkunden und Stadtchroniken noch bis gegen Ende des 14. Jahrhunderts überwiegend lateinisch geschrieben wurden. Laien- und Lohnschreiber, die in Zünften organisiert waren, machten dem „klösterlichen Buchmarkt“ harte Konkurrenz. Die entstandenen Werke waren immer mehr für Laien bestimmt. Innerhalb der Universitäten blieb jedoch Latein die Wissenschaftssprache des Abendlandes. Abschlussarbeiten mussten sogar bis ins 18. Jahrhundert lateinisch verfasst werden.

#### Das Buch

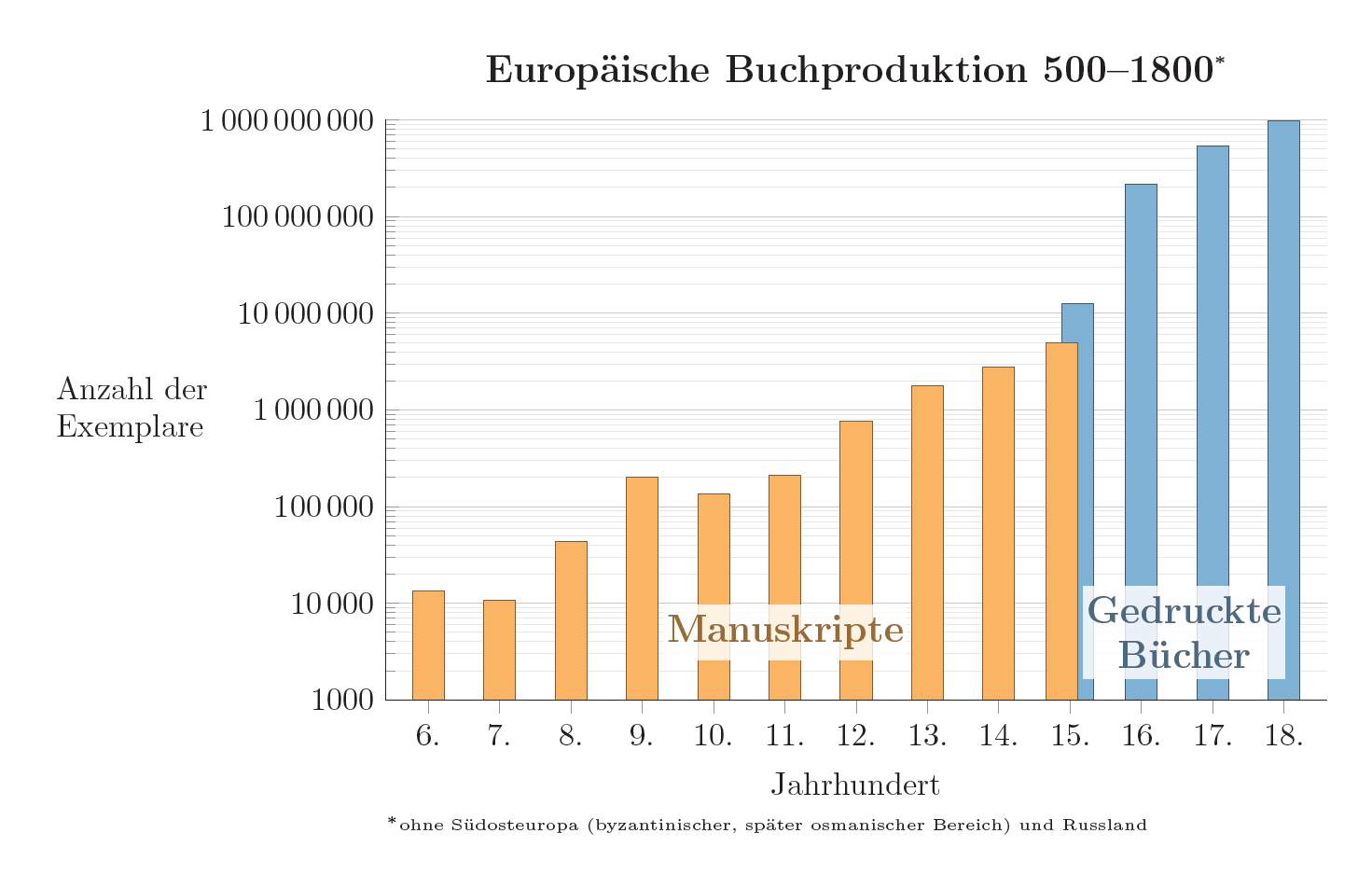
Europäische Buchproduktion 500–1800

Das Schreibmedium Buch tendierte unübersehbar vom binnensystemspezifischen Kult- und Herrschaftsmedium, wie noch zu Anfang des Mittelalters, hin zum systemübergreifenden weltlichen Kultur- und Bildungsmedium für alle. Zu Beginn des Mittelalters waren Bücher lediglich Speichermedien und dienten vor allem als Gedächtnisstütze. Mündlich tradierte Geschichten wurden schriftlich festgehalten und bereits bestehende Bücher wurden kopiert bzw. transkribiert. Die entstandenen Werke wurden in weiterer Folge gelesen und auswendig gelernt, aber nicht interpretiert. Das Buch hatte also vor allem einen rituellen Charakter und nur innerhalb des sakralen Raums war es von Bedeutung; daher können Bücher im Mittelalter nicht als kulturell relevante Kommunikationsmedien aufgefasst werden.
Mit den Gründungen der Bettelorden und Universitäten wurde das Buch vom Kultgegenstand zum Arbeitsgerät „degradiert“. Es wurde zum Träger der neuen Bildung, vom zentralen konservierenden Speichern zum instrumentellen Wissensbestand und diente als individuelles alltägliches Arbeitsmittel. Nicht mehr ausschließlich Mönche, Nonnen oder Kleriker waren Leser und Nutzer, sondern verstärkt Professoren und Studenten. Später kamen Adelige und schließlich sogar Stadtbürger hinzu. Das Buch im Rahmen einer großen Bibliothek sollte zur allgemein zugänglichen Wissensquelle für „jedermann“ werden.
Schließlich kam es zum Medienwechsel und die ersten Wiegendrucke erschienen. Der Buchdruck wurde in weiterer Folge zum Leitmedium. Einige Wissenschaftler sehen den Erfolg des Buchdrucks maßgeblich für den epochalen Wechsel zwischen Spätmittelalter und früher Neuzeit.

#### Die Bibliothek
Schon in der spätkarolingischen Zeit wurde der Bibliotheksverkehr „international“. Im Laufe der Jahrhunderte begann ein lebhafter Kopier- und Tauschverkehr zwischen einzelnen Klöstern. Von den sechs Lüneburger Benediktinerklöstern aus dem 12. Jahrhundert ist beispielsweise bekannt, dass Bücher zum Abschreiben untereinander ausgetauscht wurden. Erst im Zuge der Entwicklung der Städte im Hochmittelalter, in Verbindung mit den Kathedralen, wurden auch die kirchlichen Bibliotheken für die Verbreitung des Mediums Buch wieder relevant. Eine Pfarrbibliothek auf dem Lande hatte bestenfalls 20 bis 30 Bücher, wurde aber gelegentlich durch Schenkungen oder Stiftungen erweitert. Die Zahlen schwanken sehr und sind oft nicht verlässlich. Die Dombibliothek in Köln beispielsweise soll im Jahr 833 immerhin 115 Werke in 175 Bänden enthalten haben, die Kathedrale in Durham im 12. Jahrhundert 241 Bücher, die Kathedrale von Rochester im Jahr 1202 ebenfalls 241 Bücher, die Christ Church Canterbury sogar rund 1300. Die Bibliothek des Bonifatius (Abtei Fulda) bestand um 747 aus 40 bis 50 Bänden und bildete eine Art Grundstock deutscher Klosterbibliotheken. Diese zählten selten mehr als 100 Bücher. Dass beispielsweise im bayrischen Kloster Niederalteich der Bibliotheksbestand in den Jahren 821 und 822 bereits 415 Bände umfasste, war eine von wenigen Ausnahmen. Eine sehr gut ausgestattete Klosterbibliothek konnte später allerdings zwischen 500 und 600 Bände aufweisen. Als größte Klosterbibliothek des Hochmittelalters gilt St. Gallen. Sie soll im 12. Jahrhundert rund 1000 Bände enthalten haben.
Der erste ausführliche Bibliothekskatalog stammt von der Reichenau um das Jahr 821. Nach diesem Katalog umfasst die Bibliothek damals über 400 Bände, die nach Autoren oder inhaltlichen Gruppen registriert sind. Neben der geistlichen Literatur (Bibelwerke, Patristik, Kirchenschriftsteller, Liturgie, Scholastiktexte), waren auch heidnische Autoren vertreten (Klassiker der Antike wie Ovid, Caesar, Vergil etc.). Zudem gab es dort noch Schulbücher (speziell zu den Septem Artes Liberales) und speziellere Literatur (etwa zur Jurisprudenz, zur Medizin oder zum Gartenbau).
In anderen Katalogen waren auch Enzyklopädien zu finden. Im Mittelalter entstandene wurden inhaltlich gruppiert nach den Septem Artes Liberales. Die einzige alphabetisch geordnete Enzyklopädie im Mittelalter ist in Byzanz zu finden (Suda).

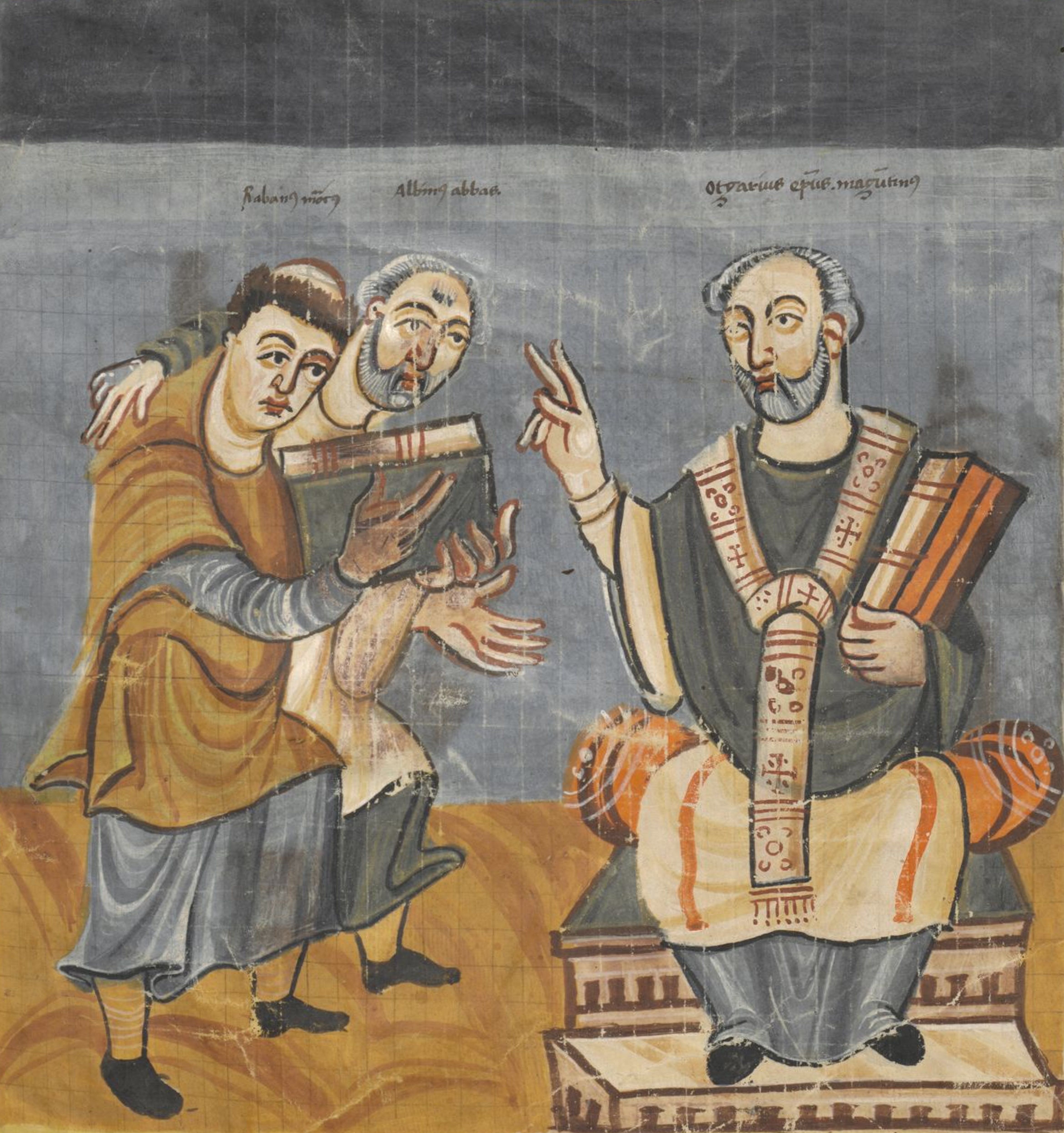
Hrabanus Maurus überbringt dem Erzbischof von Mainz ein kopiertes Buch

#### Das Skriptorium
Das Skriptorium eines Klosters war im Mittelalter der Ort, wo geschrieben wurde: Briefe, Urkunden, Bücher. Hier wurden die Bücher aufbewahrt, im Bücherschrank (lat. armarium), später in der Sakristei oder in der Bibliothek. Erfüllt von seiner Aufgabe, das Christentum zu verkündigen, schrieb der Priester Gaufridus de Britolio in einem Brief an Petrus Magot um 1173/1174: Claustrum sine armario est quasi castrum sine armamentario (ein Kloster ohne Bücherkammer ist wie eine Burg ohne Waffenkammer). Dieser Satz wird seither in vielen Geschichtsbüchern bis in neue Zeit oft zitiert.
Um ein Buch abzuschreiben, braucht es eine Vorlage. Die Schreiber in den Skriptorien wurden nach ihren Fähigkeiten in Sprache und Schrift geschult und ausgewählt, denn das Schreibmaterial war kostbar und die verfügbare Zeit beschränkt. Für den  Entwurf von Texten dienten Holztäfelchen, die mit Wachs bestrichen waren und wiederverwendet werden konnten. Als Schreibmaterial wurde der Papyrus, der bis ins Frühmittelalter aus dem Nildelta importiert worden war, vom Pergament abgelöst, das im Eigenbetrieb der Klöster an Ort und Stelle aus Tierhäuten von Schafen und Kälbern hergestellt wurde und dem nördlichen Klima besser angepasst war. An Material wurden in der Schreibstube benötigt: Pergamenthäute in gewünschter Qualität und Größe, Schreibgeräte (Vogelfedern, Bimsstein, Messer, Lineal) und Tinte. Aus der Zeit um 1217 hat der englische Abt Alexander Neckam (1157–1217) in einem Schultext die Utensilien für den Schreiber mit Fachausdrücken und Synonymen aufgezählt, auch das Schreibpult und den Sessel. Die Materialien für die Buchherstellung waren teuer. Deshalb wurden oft Texte, die man für entbehrlich hielt, von vorhandenen Pergamentblättern abgewaschen, mit einem Bimsstein geglättet und neu mit anderem Text überschrieben. Solche Blätter, oft in halbem Format, konnten wiederum zu Büchern zusammengefügt werden. Mit modernen Methoden werden beide Texte, auch der ursprüngliche, lesbar gemacht. Zur Aufbewahrung wurden Bücher gebunden, manchmal auch mehrere Werke zu einem sogenannten Sammelband.
Im Bamberger Schreiberbild aus der Mitte des 12. Jahrhunderts wurden in runden Medaillons verschiedene Schritte der mittelalterlichen Buchherstellung dargestellt. Die Reihenfolge der Arbeiten in den 10 Medaillons:
| 4 | 9  | 5 |
| 1 |    | 6 |
| 2 |    | 3 |
| 7 | 10 | 8 |

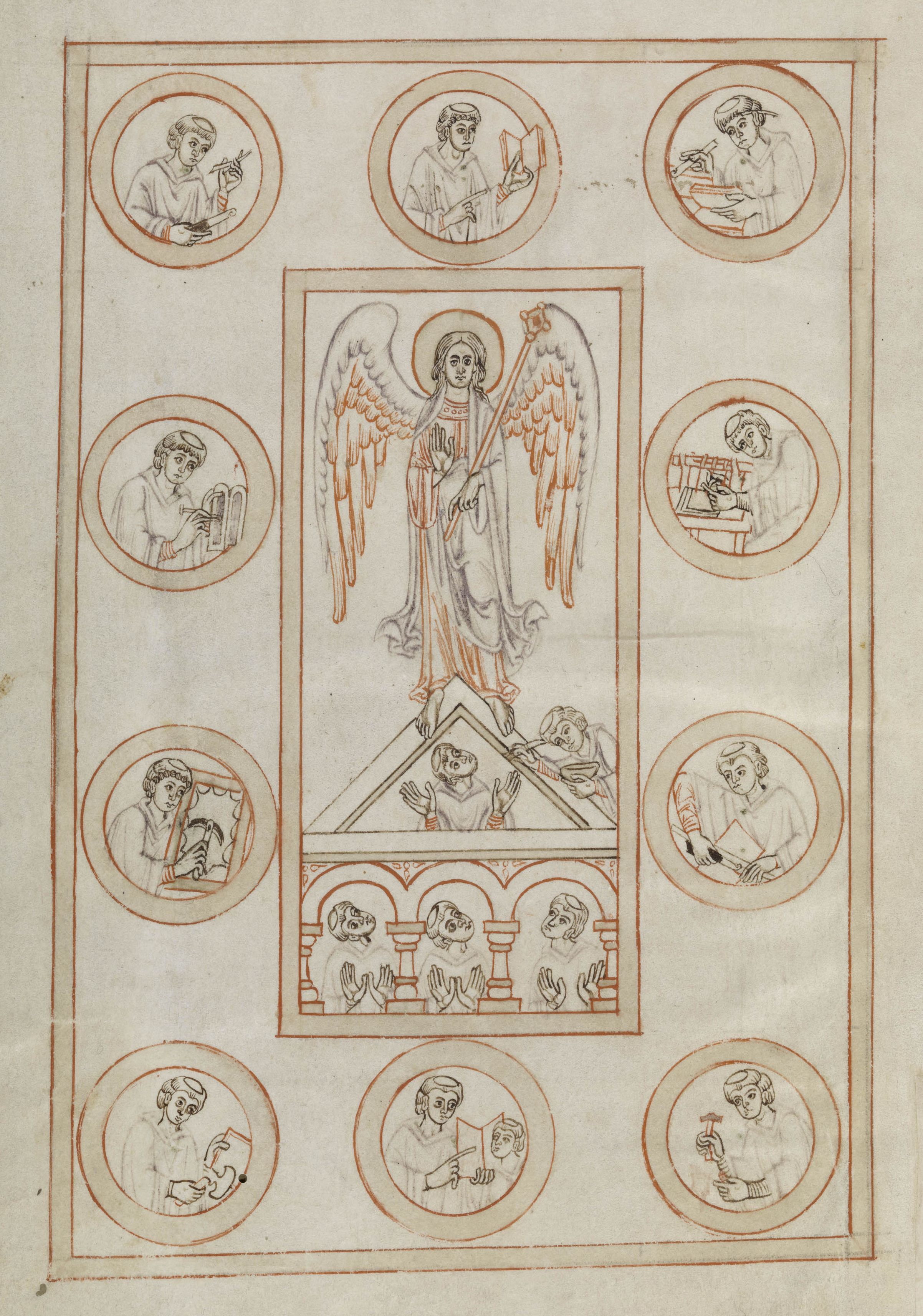
Bamberger Schreiberbild: Darstellung der Arbeiten in 10 Medaillons

1 Text entwerfen auf Wachstäfelchen (die leicht korrigierbar sind)
2 Pergament herstellen: die ausgespannte Tierhaut von Fleisch säubern, entfetten und enthaaren
3 Pergament-Doppelblätter zuschneiden und noch lose zu Lagen zusammenfügen
4 Den Gänsekiel mit dem Federmesser zuschneiden
5 Die Doppelblätter mit der Rückseite des Federmessers für die Schreibzeilen und den Rand blind linieren
6 Die fertig geschriebenen Lagen mittels Heftlade und Heftfaden in der richtigen Reihenfolge binden
7 Die Holzdeckel für den Einband des Buches zurichten
8 Die Buchdeckel zum Schutz mit Metall beschlagen
9 Das fertig gebundene Buch vorweisen, und
10 im Unterricht verwenden
Ausgelassen sind auffallenderweise die Vorgänge des Schreibens, Korrigierens, Rubrizierens und Illuminierens, die zwischen den Arbeiten 5 und 6 gezeigt werden müssten. Vielleicht hat sich der Buchmaler, Zeichner und Miniator mit Malgerät und Farbtopf zu Füssen des Erzengels Michael selber dargestellt.

#### Wichtige Ereignisse
Nach dem Untergang des römischen Imperiums drohte auch das geistige Erbe des Abendlandes unterzugehen. Lese- und Schreibkompetenzen gingen zurück und der Analphabetismus breitete sich in ganz Europa aus. Die Schrift war durch das Aufkommen des Feudalismus und durch die Rückentwicklung zum Gewohnheitsrecht kein notwendiges Gut mehr. Es gab jedoch drei Entwicklungsstufen im Frühmittelalter, die einer totalen oralen Welt entgegenwirkten: Benedikt von Nursia gilt als der Begründer des christlichen Mönchtums, deren Protagonisten die Hauptträger des mittelalterlichen Wissens waren. Zudem verfügte Benedikt, dass jedes Kloster seine eigene Bibliothek besitzen soll. 554 gründete Flavius Magnus Aurelius Cassiodorus das Kloster Vivarium und erweckte das erste Skriptorium zum Leben. In dieser Schreibstube wurden nicht nur christliche, sondern auch heidnische bzw. weltliche Handschriften abgeschrieben. Nur so konnte die antike Literatur überleben und tradiert werden. Der dritte große Schritt war das karolingische Bildungsprogramm – auch als Karolingische Renaissance bezeichnet – unter der Führung Karls des Großen. Er verfügte 789 in seiner „Admonitio generalis“ u. a., dass jedes Kloster neben einer Bibliothek auch eine Schule besitzen sollte. Es ist vor allem diesen Personen zu verdanken, dass das kulturelle Erbe der Antike in Westeuropa erhalten blieb.
Als wegweisend für die heutigen Formen der Wissenschaft gilt das Aufkommen der Universitäten im Spätmittelalter. Das aufstrebende Paris (Sorbonne) ging 1150 als Vorbild voran und es folgten zahlreiche Neugründungen. Zwischen 1030 und 1500 gab es über 70 Universitätsgründungen. Die Bildungsgrundlage für alle mittelalterlichen Universitäten waren die Septem Artes Liberales. Für die Ausübung jeder Wissenschaft und auch für das Verstehen und Interpretieren jedes wissenschaftlichen Textes waren Lese- und Schreibfähigkeiten unerlässlich.

#### Träger der Schrift
Obwohl in dieser Epoche der Anteil der Schriftträger im Verhältnis zum Laientum verschwindend klein war, zeigt die steigende Anzahl der Quellen vom Früh- bis zum Spätmittelalter eine ständige Zunahme der Schriftlichkeit. Neben Mönchen wurden kontinuierlich auch Adelige und Stadtbürger zu Trägern der Schrift.

##### Klerus
Literaten waren im Allgemeinen die Männer der Kirche und des Klosters, denen auch das ganze Schreibwerk der Kanzleien von den Fürsten übertragen und überlassen wurde. Der Großteil mittelalterlicher Literaten waren Mönche. Die meisten von ihnen hatten jedoch nur ein Mindestmaß an Schreib- und Lateinkenntnissen. In der frühen Mönchsregel des Pachomius heißt es: „Omnis qui nomen vult monachi vindicare, litteras ei ignorare non liceat“ (wer als Mönch gelten will, darf kein Analphabet sein). Tatsächlich waren aber selbst unter den Mönchen massenweise Analphabeten zu finden.
Das kanonische Recht besagt: Wer ein Illiterat sei, sollte kein Kleriker werden. Unter Illiteralität verstand man damals alleine die Fähigkeit des Lesens von Texten. 1291 konnte im Kloster Murbach in Elsass kein einziger Mönch schreiben. Im Kloster Sankt Georgen im Schwarzwald konnte um 1313 nicht einmal der Abt schreiben. Selbst in Monte Cassino waren von den dreißig angehörigen Mönchen sechs des Schreibens nicht mächtig. Auch bei den mittelalterlichen Bischöfen ist mittlerweile bekannt, dass viele schreibunkundig waren. Zwischen lesen und schreiben lernen unterschied man sehr stark. Ab dem 14. Jahrhundert erlangten schließlich immer mehr Kleriker die Fähigkeit des Schreibens.

##### Adel
Die Laien bis zum höchsten Adel waren zumeist Illiteraten bzw. Idiotae (unwissende Menschen). Lese- und Schreibkompetenzen waren selbst unter den einflussreichsten Persönlichkeiten des frühen Mittelalters nicht sehr weit verbreitet. Ausnahmen bildeten Herrscher, die zuerst eine geistliche Karriere einschlugen, bevor sie unerwartet die Königskrone übernehmen mussten. Adelsfamilien hatten zwar eigene schriftliche Traditionen und Bildungsformen, aber sie waren nur ausnahmsweise lesefähig; am ehesten noch die adeligen Frauen.
Die meisten mittelalterlichen Herrscher, selbst Könige und Kaiser, konnten also weder lesen noch schreiben. Ebenfalls wenige beherrschten Latein oder gar richtige Grammatik auf Grund der Vielzahl von Dialekten, die die Völkerwanderung mit sich brachte. Theoderich der Große hatte beispielsweise nicht einmal eine eigenhändige Unterschrift. In der weströmischen Antike war das selbstständige Unterschreiben noch verbreitet; im Mittelalter hingegen benötigten die Laien Hilfswerkzeug. Theoderich verwendete eine Schablone mit dem Inhalt „legi“ (ich habe gelesen). Der Hausmeier Karlmann unterzeichnete seine Urkunden mit einem Kreuz, sein Bruder Pippin mit einem Vollziehungsstrich. Die allgemeine Notlösung wurde bald das Siegel. Es wurde zum Ausdruck einer schriftunkundigen Zeit.

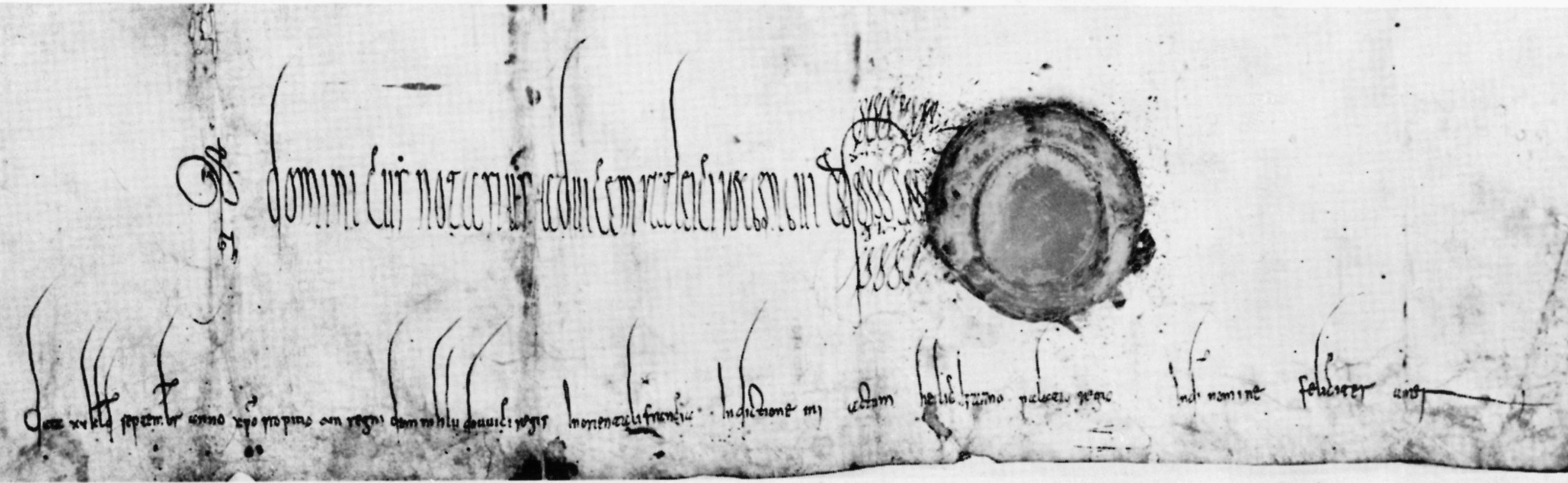
Urkunde mit Unterschrift von Ludwig dem Deutschen

Dennoch sind im Frühmittelalter Herrscher zu finden, die sich weiterbildeten: Der Merowinger Childerich III. notierte verschiedene Dialekte und versuchte neue Lautzeichen in seiner Sprache einzuführen. Karl der Große konnte zwar nicht lesen und schreiben, war aber des Lateinischen mächtig. Sein Sohn Ludwig der Fromme konnte unterschreiben. Von dessen Nachfolger wiederum (Ludwig der Deutsche) ist eine Unterschrift erhalten (siehe rechts). Die Ottonen konnten zumindest lesen. Heinrich II. war einer der ersten Könige, der lesen und schreiben konnte. Friedrich Barbarossa hat erst im fortgeschrittenen Alter lesen gelernt. Sein Nachfolger Friedrich II. förderte die Wissenschaft und war selbst sehr lesekundig. Er lebte in Sizilien, an der Schnittstelle zwischen christlicher und islamischer Kultur. Nach ihm gab es wieder eine schriftlose Periode für das Kaiser- und Königtum. Erst durch Karl IV. besserte sich die Situation wieder. Der römisch-deutsche Kaiser war ein gebildeter Herrscher und genoss seine Ausbildung in Paris. Er verfasste zudem selbst eine Autobiografie. Friedrich III. führte sogar ein eigenes Notizbuch. Sein Sohn Maximilian I. – schrieb auch eine Autobiografie – gab an, dass er aus eigenem Antrieb lesen und schreiben gelernt hatte. In der folgenden Neuzeit wurde es für den Adel selbstverständlich, schreiben und lesen zu können.

##### Ritterstand
In Verbindung mit mittelalterlicher Geschichte war schon immer der Mythos des dichtenden Ritters vorhanden. Ulrich von Lichtenstein stilisiert sich in seiner Minnesängerbiographie als jemand, der nicht lesen könne. Er erzählt (mit ironischer Absicht?), dass er einen Brief seiner Geliebten 10 Tage mit sich trug, ohne dessen Inhalt zu kennen, da kein lesekundiger Schreiber in seiner Umgebung war. Auch Wolfram von Eschenbach behauptet von sich, keine Kenntnis der Buchkultur zu besitzen, obwohl er intensiver als andere höfische Dichter auf schriftliche Quellen zurückgriff. Zumindest Hartmann von Aue und Gottfried von Straßburg bildeten die Ausnahme: beide konnten lesen, vermutlich nicht nur deutsche, sondern auch französische und lateinische Texte.

##### Frauen
Junge Mädchen wurden von ihren Familien gern zur Ausbildung ins Kloster geschickt, daher gab es auch sehr viele schriftkundige Frauen im Mittelalter. Unter den Adelsgeschlechtern waren sie wahrscheinlich gebildeter als die Männer, weil sie einfach mehr Zeit für Bildung hatten. Einflussreich waren jedoch nur wenige. Eine Ausnahme war z. B. Christine de Pizan. Sie hatte mit ihren Büchern sogar wirtschaftlichen Erfolg.

##### Juden
In der Regel sind jüdische Urkunden unterschrieben. Selbst die einfachsten Juden konnten hebräisch lesen und schreiben.